# Zjednoczenie Demokracji Polskiej
Zjednoczenie Demokracji Polskiej – polska organizacja rewolucyjno-niepodległościowa, utworzona w 1868 r. z przekształcenia Zjednoczenia Emigracji Polskiej. Stowarzyszenie wydawało czasopismo „Niepodległość”, a należeli doń m.in. Jarosław Dąbrowski, Walery Wróblewski, Józef Tokarzewicz i Zygmunt Miłkowski. Po wybuchu wojny francusko-pruskiej w 1870 nastąpiła radykalizacja programu. Na czele organizacji stanął Józef Tokarzewicz-Hodi, a w 1870 do Zjednoczenia przystąpiła część członków Towarzystwa Demokratycznego Ludwika Mierosławskiego. Głosiło, że odbudowanie niepodległej Polski może nastąpić jedynie przy użyciu sił rewolucyjnych w kraju, działających w ścisłym sojuszu z rewolucyjnymi ludami Europy. Ustrój przyszłej Polski miał się opierać na „wszechwładztwie ludu” i „własności niepodzielnej w gminie”. Po upadku Komuny Paryskiej organizacja została zlikwidowana.

## Literatura
Józef Buszko, Narodziny ruchu socjalistycznego na ziemiach polskich. Wydawnictwo Literackie, Kraków 1967, s. 23-24